# Prospect (Pennsylvanie)
Pour les articles homonymes, voir Prospect.
Prospect est un borough situé au centre-ouest du comté de Butler, en Pennsylvanie, aux États-Unis,. En 2020, il comptait une population de 1 123 habitants.

## Démographie
Lors du recensement de 2020, le borough comptait une population de 1 123 habitants.